# Mick Cutajar
Mick Cutajar (ur. 20 marca 1969) – australijski judoka.
Srebrny medalista mistrzostw Oceanii w 2008. Wicemistrz Australii w 2006 roku.